# トレイン・ミッション
『トレイン・ミッション』（原題: The Commuter）は、2018年に公開されたアメリカ合衆国・イギリス・フランス合作のアクション映画。監督はジャウム・コレット＝セラ、主演はリーアム・ニーソンが務めたが、これは『アンノウン』『フライト・ゲーム』『ラン・オールナイト』に続く4度目のタッグである。原題の「The Commuter」は「通勤者」の意。キャッチコピーは「この謎（ミッション）が、解けるか？」。

## あらすじ
保険会社に勤めるマイケル・マコーリーは、息子の大学進学や家のローンで一番現金が必要な時期に突然、会社を解雇された。わけも分からぬまま帰宅するためにメトロノース鉄道ハドソン線の列車に乗り込むと、ジョアンナと名乗る女が話しかけて来た。通勤で毎日乗る列車ならば常連客の顔は分かる。普段は乗らない客の「プリン」を見つけろと言うジョアンナ。「プリン」は盗品の入ったバッグを持っており、終点のコールド・スプリングで降りるという。
ジョアンナはマイケルが元警官である事も知っており、成功報酬の10万ドルのうち手付けの２万5000ドルは車両の中に隠してあると告げて下車して行った。 
車両を調べ、２万5000ドルを見つけて思わずカバンに押し込むマイケル。列車で良く話す老人に通報を頼み、元同僚の警官マーフィーにスマホで助けを求めると、電話は勝手にジョアンナに切り替わり、下車した老人が事故を装って殺される現場を見せつけられるマイケル。 
家族も危険だと脅され、仕方なくコールド・スプリングで降りる客を探し始めるマイケル。様々な客に話しかけてみたが「プリン」は特定できない。警官のマーフィーと連絡がつき「プリン」を探していると伝えると、マーフィーは都市計画課の職員が自殺した事件について話し始めた。職員の死は実は他殺で、その目撃者が「プリン」だという。 
マイケルが疑っていた乗客の男はFBIの捜査官だった。列車内で殺されている男を発見するマイケル。男のスマホにも自由にアクセスしたジョアンナは、列車に保安官が乗り込んだ事をマイケルに知らせた。マイケルの不審な行動を誰かが通報したのだ。隠れようとして列車から振り落とされ、戻る際に２万5000ドルを吹き飛ばしてしまうマイケル。 
見慣れない客は5人だと特定するマイケル。だが、そのうちの一人は通勤客で、一人はジョアンナ側の殺し屋だった。殺し屋と戦い、列車から突き落とすマイケル。 
終点のコールド・スプリングが近づき、目をつけた5人の他にまだ1人、若い女が乗っているのを見つけるマイケル。ジョアンナが「女を殺せ」と連絡して来たが拒否するマイケル。ジョアンナの通話は「皆殺しだ」で途切れた。 
コールド・スプリングで「ピエロ」を待っているFBIのガルシア捜査官。だが、ブレーキが壊れた列車は猛スピードで駅を通過した。乗客を全て最後尾の車両に移し、連結器を切り離して脱線事故から守るマイケル。
「ピエロ」の本名はソフィアで、たまたま従兄弟の職場である都市計画課に立ち寄り、警官が従兄弟を殺す現場を目撃した。ソフィアは重要データを持ち出してFBIに連絡し、ガルシア捜査官とコールド・スプリングで待ち合わせたが、ガルシアが敵か味方かは不明だった。ソフィアのデータは重要人物の不正の記録だと推察するマイケル。 
列車は警官隊に包囲されたが、ソフィアの従兄弟を殺したのが警官だと聞いては投降できないマイケル。乗客を人質に立て籠もったマイケルの説得のために、昔の同僚の警官マーフィーが乗り込んで来た。しかし、実はマーフィーこそ殺しの実行犯で、戦いの末に銃を向けられるマイケル。だが、ガルシア捜査官の指示で狙撃手が射殺したのはマーフィーだった。 
マーフィーと数人の警官が内偵を受けていた事を知るマイケル。後日、ジョアンナを探し出し列車内で話しかけたマイケルは、彼女を逮捕できる警官の身分を手に入れていた。

## キャスト
※括弧内は日本語吹替。
- マイケル・マコーリー - リーアム・ニーソン（谷昌樹）

10年勤めていたがクビになった保険のセールスマン。元警官。
- ジョアンナ - ヴェラ・ファーミガ（深見梨加）

謎の女。
- アレックス・マーフィー - パトリック・ウィルソン（桐本拓哉）

マイケルの親友。現職の警官。
- ウォルト - ジョナサン・バンクス（小林操）

列車の乗客。マイケルの顔見知りの老人。
- ホーソーン警部 - サム・ニール（世古陽丸）

マーフィーの上司。
- カレン・マコーリー - エリザベス・マクガヴァン（寺依沙織）

マイケルの妻。
- ディラン - キリアン・スコット

列車の乗客。大きな鞄を持った男性。
- ヴィンス - シャザド・ラティフ（英語版）

列車の乗客。高飛車なブローカー。
- トニー - アンディ・ナイマン（菊池康弘）

列車の乗客。マイケルの顔見知り。気のいい男性。
- エヴァ - クララ・ラゴ（川岸上子）

列車の乗客。看護師。
- ジャクソン - ローランド・ムーラー（荒井勇樹）

列車の乗客。体格のいい男性。
- グウェン - フローレンス・ピュー（島田愛野）

列車の乗客。髪を染めた女性。
- ダニー・マコーリー - ディーン＝チャールズ・チャップマン（岡井カツノリ）

マイケルの息子。大学を受験する予定。
- ソフィア - エラ＝レイ・スミス（横山友香）

列車の乗客。若い女性。
- シェリー - ニラ・アーリア（池田朋子）

列車の乗客。マイケルの顔見知りの中年女性。
- オリヴァー - コブナ・ホルドブルック＝スミス（英語版）（中務貴幸）

列車の乗客。ギターを持った男性。
- 車掌サム - コリン・マクファーレン（阿部竜一）

列車のベテラン車掌。
- 車掌ジミー - アダム・ナガイティス（英語版）（近松孝丞）

列車の車掌。軽薄な性格。
- ガルシア捜査官 - キングズリー・ベン＝アディル（露崎亘）

FBI捜査官。
- デニス捜査官 - ダムソン・イドリス

FBI捜査官。
- フランク - ベン・キャプラン

マイケルの上司。
- スケートボーダー - レティーシャ・ライト

列車の乗客。
- パット・キアーナン（英語版） - 本人

## 製作
2010年1月、オラトゥンデ・オスンサンミが本作の監督に起用されたとの報道があった。2011年8月、降板したオスンサンミの後任として、ジュリアン・ジャロルドの起用が検討されていると報じられた。2015年9月、リーアム・ニーソンが本作の主演を務めると発表された。2016年1月、ジャウム・コレット＝セラが本作のメガホンを取ることになったと報じられた。なお、コレット＝セラとニーソンがタッグを組むのは本作で4回目となる。6月、ヴェラ・ファーミガの出演が決まった。7月13日、サム・ニール、エリザベス・マクガヴァン、ジョナサン・バンクスがキャスト入りしたとの報道があった。8月9日、コブナ・ホルドブルック＝スミスの出演が決定したと報じられた。23日、パトリック・ウィルソンが本作に起用されたと報じられた。

### 撮影
2016年7月25日、本作の主要撮影がイギリスのバッキンガムシャーで始まった。撮影はサリーにあるワープルズドン駅やニューヨークでも行われた。
主演のリーアム・ニーソンが言うには「劇中の電車は7車両の設定だけど、撮影で使っていたのはいつも1.5車両分だった」という。

### 音楽
- オリジナル・サウンドトラック - ロケ・バニョス（英語版）作曲、アルバムリリース2018年1月。

## 公開
2015年11月、ライオンズゲートがスタジオカナルから本作の全米配給権を購入したと発表した。当初、本作は2017年10月13日に公開される予定だったが、後に2018年1月12日に公開日が延期されることになった。スタジオカナルは本作を2017年10月20日に全英公開する予定だったが、アメリカでの公開延期を受けて、公開日を2018年1月19日に延期する決断を下した。

## 興行収入
本作は『パディントン2』及び『プラウド・メアリー』と同じ週に公開され、公開初週末に1200万ドルから1400万ドルを稼ぎ出すと予想されていたが、その予想は的中した。2018年1月12日、本作は全米2892館で封切られ、公開初週末に1370万ドルを稼ぎ出し、週末興行収入ランキング初登場3位となった。

## 評価
映画批評集積サイトのRotten Tomatoesには153件のレビューがあり、批評家支持率は58%、平均点は10点満点で5.4点となっている。サイト側による批評家の見解の要約は「『トレイン・ミッション』のキャストは職人気質な脚本よりも良い。そうであるからこそ、このリーアム・ニーソン主演のアクション・スリラー映画はレンタルDVDでの鑑賞やマチネでの鑑賞に値するものとなっている。尤も、フルプライスのチケットを買ってまで見る作品ではないかもしれないが。」となっている。Metacriticには44件のレビューがあり、加重平均値は56/100となっている。本作のCinemaScoreはBとなっている。

## テレビ放送
| 回数 | テレビ局   | 番組名（放送枠名） | 放送日            | 放送時間      | 放送分数 | 視聴率 | 備考                            |
| ---- | ---------- | ------------------ | ----------------- | ------------- | -------- | ------ | ------------------------------- |
| 1    | フジテレビ | 土曜プレミアム     | 2020年4月11日(土) | 21:00 - 23:10 | 130分    | 6.1%   | 地上波初放送 本編ノーカット放送 |
| 2    | テレビ東京 | 午後のロードショー | 2021年11月12日    | 13:40 - 15:40 |          |        | 『アイス・ロード』公開記念      |
| 3    | テレQ      | ドリームスペシャル | 2021年11月21日    | 1：45 - 3:30  |          |        |                                 |

- 視聴率はビデオリサーチ調べ、関東地区・世帯・リアルタイム。